# Bălănești-domb
A Bălănești-domb (románul: Dealul Bălănești) Moldova legmagasabb pontja, 430 m magas. A hasonló nevű falu közelében található. A fővárostól, Chișinăutól 60 km-re nyugatra fekszik, míg Călărași-tól 5 km-re található.